# Olesicampe laticeps
Olesicampe laticeps là một loài tò vò trong họ Ichneumonidae.